# My Worlds
My Worlds är den kanadensiske sångaren Justin Biebers debutalbum. Albumet innehåller båda delarna av hans två EP My World och My World 2.0. Albumet innehåller bland annat låtarna "One Time", "One Less Lonely Girl", "Baby", samt "Eenie Meenie". Albumet släpptes i Sverige den 19 mars 2010. 

## Låtlista
| Nr | Låttitel                                  | Låtskrivare | Producenter                                 | Tid  |
| -- | ----------------------------------------- | --- | ------------------------------------------- | ---- |
| 1  | "One Time"                                | Tricky Stewart, The-Dream, James Bunton, Corron Cole, Thabiso Nkhereanye                                                       | C. Stewart, Kuk Harrell, J. Bunton, C. Cole | 3:36 |
| 2  | "Favorite Girl"                           | Antea Birchett, Anesha Birchet, Dernst Emile II, Delisha Thomas                                                                | D'Mile                                      | 4:17 |
| 3  | "Down to Earth"                           | Justin Bieber, Midi Mafia, Mason Levy, Carlos Battey, Steven Battey                                                            | Midi Mafia                                  | 4:06 |
| 4  | "Bigger"                                  | Justin Bieber, Midi Mafia, Dapo Torimiro, Lonny Breaux                                                                         | Midi Mafia, Dapo Torimiro                   | 3:18 |
| 5  | "One Less Lonely Girl"                    | Ezekiel Lewis, Balewa Muhammad, Sean Hamilton, Hyuk Shin, Usher Raymond IV                                                     | E. Lewis, B. Muhammad, S. Hamilton, H. Shin | 3:49 |
| 6  | "First Dance" (feat. Usher)               | Justin Bieber, Usher Raymond IV, Jesse "Corparal" Wilson, Ryan Lovette, Dwight Reynolds, Alexander "Prettyboifresh" Parhm, Jr. | Prettyboifresh                              | 3:42 |
| 7  | "Love Me"                                 | Peter Svensson, Nina Persson                                                                                                   | DJ Frank E                                  | 3:12 |
| 8  | "Common Denominator" (iTunes Bonus Track) | Justin Bieber, Lashaunda "Babygirl" Carr                                                                                       | L. Carr                                     | 4:09 |
| 9  | "Baby" (feat. Ludacris)                   | Justin Bieber, The-Dream, Tricky Stewart, Christina Milian                                                                     | T. Nash, C. Stewart, C. Milian              | 3:34 |
| 10 | "Somebody to Love"                        | J. Bieber, Heather Bright & The Stereotypes                                                                                    | The Stereotypes                             | 3:41 |
| 11 | "Stuck In the Moment"                     | J. Bieber, The Stereotypes, Dan August Rigo                                                                                    | The Stereotypes                             | 3:43 |
| 12 | "U Smile"                                 | J. Bieber, Jerry Duplessis, Arden Altino, D. Rigo                                                                              | J. Duplessis, A. Altino                     | 3:17 |
| 13 | "Runaway Love"                            | J. Bieber, Melvin Hough II, Rivelino Wouter, Timothy Thomas & Theron Thomas                                                    | Melvin Hough II                             | 3:33 |
| 14 | "Never Let You Go"                        | J. Bieber, Johnta Austin, Bryan-Michael Cox                                                                                    | B. Cox                                      | 4:24 |
| 15 | "Overboard" (feat. Jessica Jarrell)       | J. Bieber, Midi Mafia, Dapo Torimiro, Taurian Shropshire                                                                       | Midi Mafia, D. Torimiro                     | 4:11 |
| 16 | "Eenie Meenie" (feat. Sean Kingston)      | J. Bieber, Carlos Battey, Steven Battey, Sean Kingston                                                                         | Benny Blanco                                | 3:23 |
| 17 | "Up"                                      | J. Bieber, The Messengers | The Messengers                              | 3:55 |
| 18 | "That Should Be Me"                       | J. Bieber, The Messengers, Luke Boyd                                                                                           | The Messengers                              | 3:53 |